# Carl Fredrik Hägg
Carl Fredrik Hägg, född 1843 i Getinge, död 1928 i Landskrona. Tunnbindarförman och självlärd satirtecknare som också behärskade olja och akvarell. År 1877 sammanställde Hägg en samling bilder med egna samhällskritiska dikter i ett häfte som han kallade Polletik eller Det föråldrade samhällets slingerbukter. Häftet som bara gjordes i ett exemplar finns att skåda på Landskrona museum och som faksimilutgåva av Sven B. Ek.